# Gustavus Hesselius
Gustavus Hesselius (1682 – 25 de maio de 1755) foi um pintor sueco que emigrou para a América em 1711. Ele era o pai do pintor John Hesselius e primo do líder religioso Emanuel Swedenborg.

## Biografia
Hesselius deixou seu país natal, a Suécia para se estabelecer em Wilmington, Delaware em 1711. Lá ele viveu até 1717, quando mudou-se para Filadélfia, Pensilvânia, onde viveu até 1721. Em 1721, ele se mudou para o Condado de Prince George's, Maryland, e se tornou um pintor de retratos. Nesse mesmo ano, recebeu a primeira encomenda de arte conhecida do público nas colônias americanas, pintou A Última Ceia. Também pintou uma crucificação. Por volta de 1735, Hesselius voltou à Filadélfia, onde passou o resto de sua vida. Ele foi listado como membro do Gloria Dei (Old Swedes') Church da Filadélfia.
.

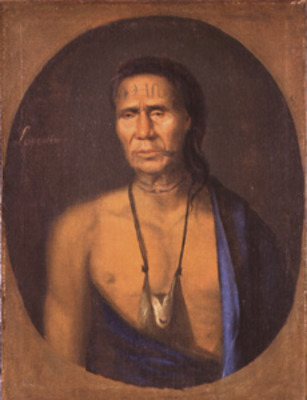
Lappawinsoe, (1735)

Hesselius também trabalhou como um construtor de órgãos, tendo construído um órgão para a Igreja Moraviana em Bethlehem, Pensilvânia, em 1746. Dessa época em diante, ele se dedicou à construção de órgãos, encaminhando as encomendas de pinturas para seu filho John.
Em 1994 ele foi nomeado para o salão da fama do Condado de Prince George's.